# Deparia fenzliana
Deparia fenzliana är en majbräkenväxtart som först beskrevs av Christian Luerssen, och fick sitt nu gällande namn av Masahiro Kato. Deparia fenzliana ingår i släktet Deparia och familjen Athyriaceae. Inga underarter finns listade.